# Sandschaasürengiin Ojuun

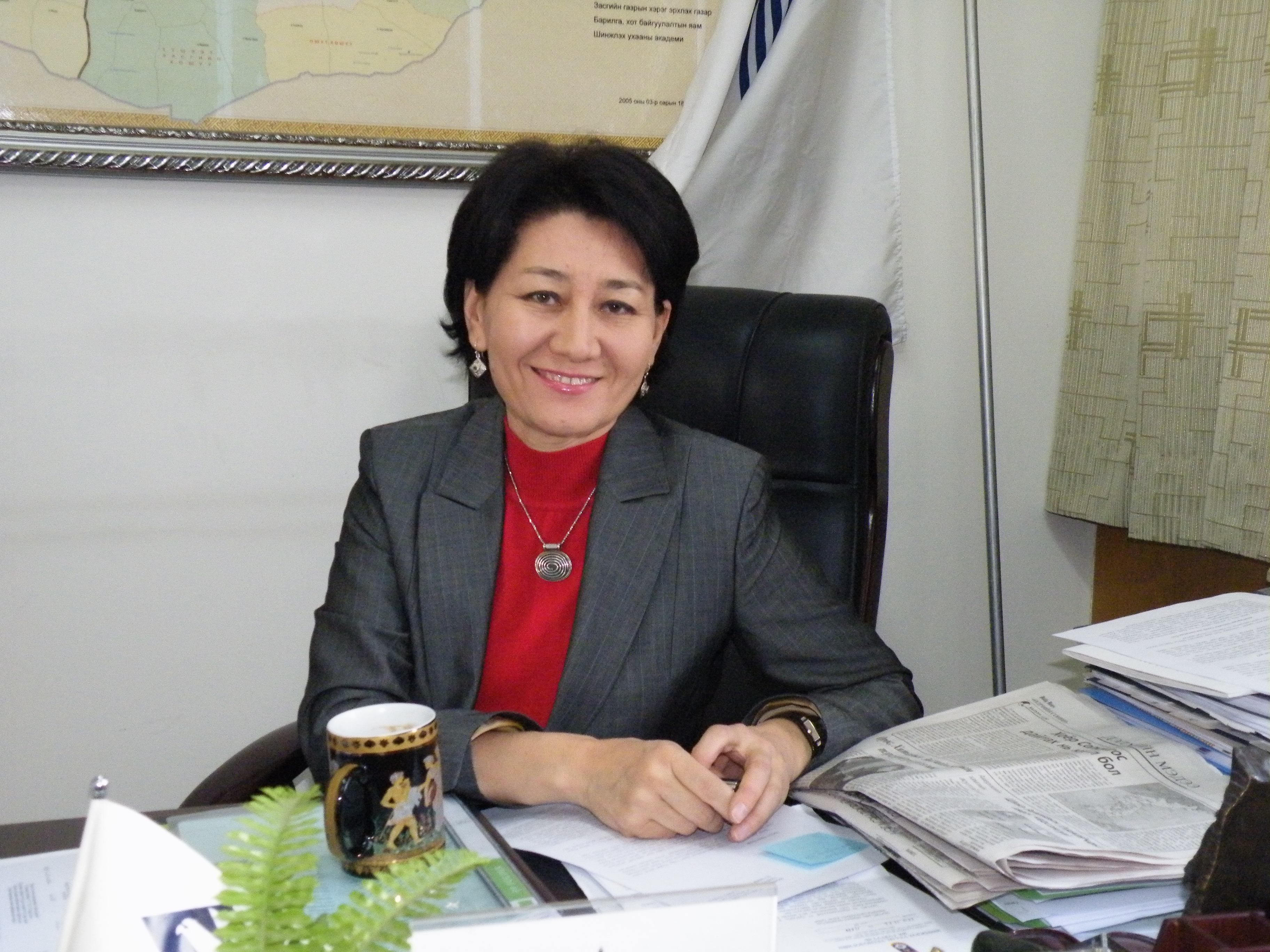
Sandschaasürengiin Ojuun (2010)

Sandschaasürengiin Ojuun (mongolisch Санжаасүрэнгийн Оюун; * 1964 in Ulaanbaatar) ist eine mongolische Politikerin.

## Ausbildung und Berufsleben
Sandschaasürengiin Ojuun besuchte bis 1981 die Schule in ihrer Heimatstadt Ulan Bator. 1987 schloss sie ein Studium der Geochemie an der Prager Karls-Universität ab. Danach arbeitete sie als Geologin im Rahmen einer gemeinsamen tschechoslowakisch-mongolischen Expedition. Von 1990 bis 1991 war sie in einem Projekt des Entwicklungsprogramms der Vereinten Nationen tätig. 1996 schloss sie ihre Promotion (Ph. D.) an der Cambridge University in Geowissenschaften ab und arbeitete danach kurze Zeit bei der multinationalen Bergbaugesellschaft Rio Tinto Group.

## Politische Karriere
1998 wechselte sie in die Politik ihres Heimatlandes. Nach der Ermordung ihres ebenfalls politisch aktiven Bruders Sandschaasürengiin Dsorig übernahm sie dessen Wahlkreis in der Provinz Dornod und wurde so erstmals ins mongolische Parlament gewählt. Seit 2000 ist sie Vorsitzende der Partei des Bürgerwillens (mongol. Irgenii Dsorig Nam). Im selben Jahr und erneut 2004 wurde sie als Abgeordnete wiedergewählt. Von 2004 bis 2005 war sie Vizepräsidentin des Parlaments. sowie Vorsitzende der Fraktion der Demokratischen Koalition des Vaterlandes (mongol. Ech Oron-Ardtschilal). 2006 bis 2007 war sie Vorsitzende des Parlamentsausschusses für die Verwirklichung der Millennium-Entwicklungsziele und Armutsbekämpfung. Von 2007 bis 2008 war sie Außenministerin der Mongolei. Neben mongolisch spricht sie auch englisch, russisch und tschechisch.

## Familie
Sandschaasürengiin Ojuun ist verheiratet und hat zwei Kinder. Ihre Mutter ist eine in der Mongolei sehr bekannte Schauspielerin. Ihr ermordeter Bruder Sandschaasürengiin Dsorig war einer der Anführer der mongolischen Demokratiebewegung von 1990.